# مانويل غويلرمو بينتو
مانويل غويلرمو بينتو (بالإسبانية: Manuel Guillermo Pinto)‏ هو عسكري وسياسي أرجنتيني، ولد في 1783 في بوينس آيرس في الأرجنتين، وتوفي بنفس المكان في 28 يونيو 1853. نشط حزبياً في Unitarian Party ‏. وقد انتخب Governor of Buenos Aires Province ‏.